# Josias Weitbrecht
Josias Weitbrecht (* 6. November 1702 in Schorndorf; † 28. Februar 1747 in Sankt Petersburg) war ein Anatom aus Württemberg.

## Leben und Wirken
Josias Weitbrecht stammte aus dem Schorndorfer Zweig der württembergischen Weitbrecht-Familie und war der Sohn des Hutmachers und Bürgermeisters Josias Weitbrecht (1674–1764) und der Agnes, geborene Hornung (1682–1737). Nach seinem Studium an der Universität Tübingen erwarb Josias Weitbrecht zunächst den Magister der Philosophie. 1725 kam er durch Vermittlung des dort bereits tätigen Anatomen Johann Georg Duvernoy (1691–1759) nach St. Petersburg, wo er später Mitglied der Kaiserlich Russischen Akademie der Wissenschaften wurde. Er studierte dort Medizin und Physiologie und verlegte dabei seinen Schwerpunkt auf die Anatomie. In letzterem Fach unterrichtete er zunächst Schüler des der Akademie angeschlossenen Gymnasiums. Am 22. Januar 1730 wurde Weitbrecht zum ordentlichen Professor für Physiologie ernannt. Im Jahre 1743 sollte er auf Grund seines auslaufenden Vertrages trotz bester Zeugnisse entlassen werden, wurde aber vorerst noch bis 1746 als Honorarkraft weiter beschäftigt. Erst durch eine Intervention beim damaligen zuständigen deutschen Reichsgrafen Alexei Grigorjewitsch Rasumowski wurde sein Anstellungsvertrag erneuert und Weitbrecht wurde im Januar 1747 zum Professor der Anatomie ernannt. Kurze Zeit später verstarb er am 28. Februar 1747.
Weitbrecht galt zu seiner Zeit als einer der bedeutendsten Anatomen. Er beschrieb vor allem den Aufbau und die Funktion der Bandscheibe. Nach ihm wurden unter anderem das Foramen Weitbrecht, Bänder, der Discus acromioclavicularis im Schultereckgelenk (Weitbrecht-Knorpel) und Fasern benannt. Darüber hinaus rekalibrierte Weitbrecht im Winter 1738 die Delisle-Skala für Temperaturmessungen, welche ursprünglich 2400 Gradeinteilungen hatte, auf die Bezugspunkte 0 °De für den Siedepunkt und 150 °De für den Schmelzpunkt von Wasser. In Folge wurde das Delisle-Thermometer über 100 Jahre in Russland eingesetzt. Insgesamt 21 Abhandlungen seiner Forschungen sind Grundlage heutiger Erkenntnisse. Er bediente sich dabei eines vortrefflichen Lateins. 
Josias Weitbrecht war mit Katharina Sophie Duran aus Kopenhagen verheiratet und hinterließ zwei Töchter und zwei Söhne. Sein Neffe Johann Jakob Weitbrecht zog ebenfalls nach St. Petersburg, wo er ein erfolgreicher Typograf, Musikalienhändler und Verleger und zum Hoflieferanten ernannt wurde.

## Werke
- Syndesmologia sive historia ligamentorum corporis humani quam secundum observationes anatomicas concinnavit et figuris ad objecta recentia adumbratis illustravit Iosias Weitbrecht. Typographia academiae scientiarum, Petropoli (Petersburg) 1742. Bibliografische Angaben in Library of Congress.
- Syndesmology; or, A description of the ligaments of the human body, arranged in accordance with anatomical dissections and illustrated with figures drawn from fresh subjects. Übersetzt von Emanuel B. Kaplan. Bibliografische Angaben in Library of Congress.
- Hr. Josias Weitbrechts, ... Syndesmologie. Oder Beschreibung der Bänder des menschlichen Körpers, in einen vollständigen Auszug gebracht, und mit allen dazu gehörigen Figuren versehen. König, Straßburg 1779.
- Desmographie ou description des ligamens du corps humain. Durand, Paris 1752. Bibliografische Angaben in Library of Congress.